# 古伊万里酒造
古伊万里酒造有限会社（こいまりしゅぞう）は佐賀県伊万里市の酒造メーカー。主な銘柄は「古伊万里」「古伊万里 前」。

## 沿革
江戸時代、伊万里港近くで呉服店「京屋」を営んでいた前田家が、伊万里焼の輸出低迷から港町に活気が失われる中、初代蔵元となる前田健市が1909年（明治42年）に伊万里市郊外で売りに出されていた酒蔵を買い取り創業した。当初は屋号「京屋」にちなんだ「京娘」や蔵の所在地名「二里」からとった「里の雪」といった銘柄で生産していたが、3代目となる前田健三が、江戸時代より伊万里焼が世界中の人に喜ばれたように、伊万里はもちろん世界中の人に呑んでもらいたいと思いを込めて「古伊万里」を命名。社名も前田酒造から古伊万里酒造に改名した。
さらに2009年、四代目蔵元の前田くみ子と悟夫婦が「前へ進んだ新しい佐賀の酒」を目指して限定流通の新ブランド「古伊万里 前（さき）」を設立。2013年には「古伊万里 前 純米吟醸」が全米日本酒歓評会で大吟醸部門のグランプリを獲得している。
また、伊万里の新たな土産品にしようと、蔵名にちなんで古伊万里風の牡丹唐草などを絵柄にした有田焼のカップを用いたカップ酒「NOMANNE・ノマンネ」を有田の窯元・商社と開発。国土交通省などが主催する「魅力ある日本のおみやげコンテスト」食品部門銅賞、佐賀県主催「佐賀県産品ブランド化支援事業アイデアコンテスト」銅賞をそれぞれ受賞している。
平成28年度（酒造年度）の製造より、それまで福岡県で活躍していた忽那信太郎杜氏を招聘し、IWC（インターナショナル・ワイン・チャレンジ）でゴールドメダルを獲得するなど品質面でも飛躍的な向上をみせている。
また近年、酒蔵から程近い伊万里市炭山地区の「すみやま棚田守る会」が栽培した酒米「さがの華」を用いて醸した日本酒「すみやま」を伊万里市限定の新ブランドとして展開している。

## 各種データ
- 主な銘柄：古伊万里、古伊万里 前、すみやま
- 所在地：佐賀県伊万里市二里町中里甲3288-1[7]
  - 所在地には直売所を併設し、日本酒だけでなく、自家製の奈良漬[8]や伊万里の土産品なども販売している。